# Chrysina dzidorhum
Chrysina dzidorhum är en skalbaggsart som beskrevs av Arnaud 1994. Chrysina dzidorhum ingår i släktet Chrysina och familjen Rutelidae. Inga underarter finns listade i Catalogue of Life.